# Torre del Cubo
La torre del Cubo, se encuentra en el municipio español de Siles, provincia de Jaén, en la comunidad autónoma de Andalucía. Es una torre de planta circular y dos pisos, integrada en su momento en el recinto amurallado de la ciudad, datada en el siglo XIV y declarada Bien de Interés Cultural, conforme al decreto de 22 de abril de 1949.

## Historia
El Cubo formaba parte del denominado alcazarejo, situado en la zona sur del recinto, cerca de la Iglesia de la Asunción. Esta pequeña fortaleza, construida en 1397, posiblemente sobre los restos de otra anterior de origen almohade, estaba integrada por el Cubo y por una segunda torre, ya inexistente, rodeadas por una muralla que incluía, también, un aljibe. Posteriormente, ya en el siglo XV, se construyó en el recinto un par de edificios civiles (la llamada Casa de la Tercia) y se compartimentó el patio de armas, para lo cual se destruyó el aljibe y parte de la muralla. Estos cambios figuran ya en los textos de Francisco de León, en época tan temprana como 1468.
Los arqueólogos entienden que, con anterioridad a esta fortaleza, debió existir otra en época islámica, asociada a alguna cortijada o a varias alquerías, puesto que hay diversas referencias a Siles (Sîlis), procedentes del siglo XI, cuando pertenecía al reino zirí de Granada.

## Descripción
La torre tiene una altura de 27 m, fabricada en mampostería con mortero de cal. El diámetro medio es de 8,5 m y el grosor de los muros, de más de 2,75 m. El nivel inferior tiene bóveda de media naranja, y el superior, bóveda apuntada sobre nervios. Subsiste un tramo de la escalera original, que sube a la azotea, y se encuentra embutida en el muro. El acceso original no queda claro con la actual restauración, aunque es probable que se accediera a ella desde el adarve de la muralla.
Se mantienen igualmente, algunos paños de muralla adosados.